# Butler Point Whaling Museum
Koordinaten: 34° 59′ 2,8″ S, 173° 32′ 11,4″ O
Das Butler Point Whaling Museum ist ein Museum in dem Ort Hihi im Far North District auf der Region Northland auf der Nordinsel Neuseelands. Der Ort befindet sich nahe Mangōnui an der Doubtless Bay, einem Zentrum des Walfanges in den 1820er bis 1850er Jahren.

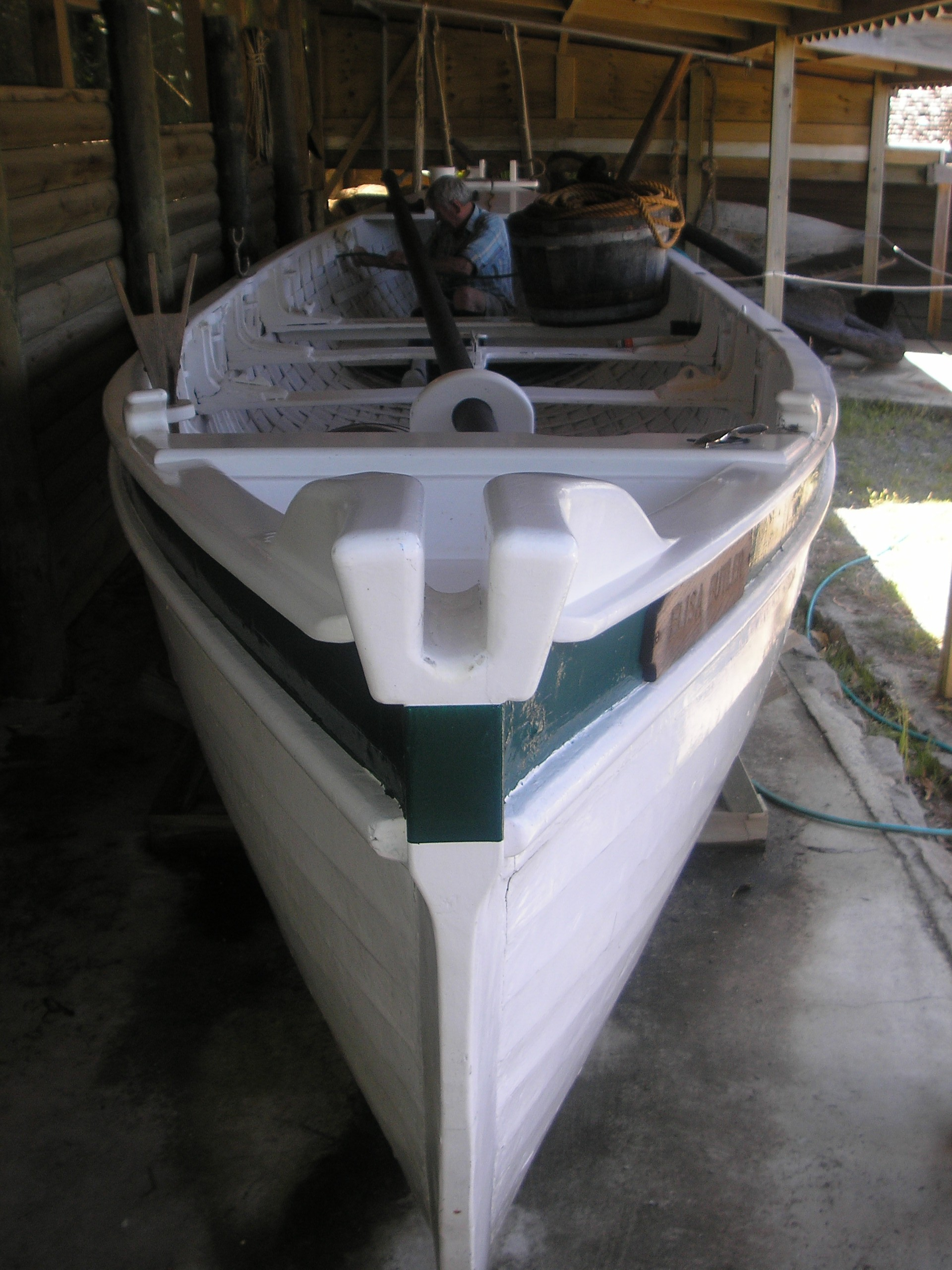
Restauriertes Walfangboot im Museum

Das Museum umfasst das in den 1840er Jahren erbaute Haus des Siedlers William Butler, ein durch Butler an diesen Ort umgesetztes älteres Haus der Church Missionary Society von der Mission Waimate, beide mit originalen Möbeln, sowie ein neu gebautes Walfangmuseum mit einem Walfangboot, Einrichtungen zur Gewinnung des Walöles auf den Schiffen, einer Sammlung von Harpunen, Modellen, Scrimshaws und Gegenständen der Walfänger, die in der Doubtless Bay an Land gingen, darunter Charles W. Morgan. Um das Museum gibt es einen größeren Garten, in dem unter anderem ein Pōhutukawa-Baum mit 10,9 m Umfang steht, angeblich der größte der Welt. Die Eigentümer und Kuratoren, ein Augenarzt im Ruhestand und seine Frau, leben ebenfalls auf dem Gelände.